# Weißstirnlangur
Der Weißstirnlangur (Presbytis frontata) ist eine Primatenart aus der Gruppe der Schlankaffen (Presbytini).

## Merkmale
Das Fell der Weißstirnlanguren ist am Rücken graubraun und am Bauch gelblich-braun gefärbt, die Hände und Füße sind schwarz. Ebenfalls schwarz ist der Kopf, der durch den bei allen Mützenlanguren vorkommenden Haarschopf charakterisiert wird. An der Vorderseite des Haarschopfes befindet sich der namensgebende weißliche Fleck. Mit rund 5,6 Kilogramm Gewicht sind sie relativ kleine Primaten, sie sind schlank gebaut und haben einen langen Schwanz und lange Hinterbeine.

## Verbreitung und Lebensraum

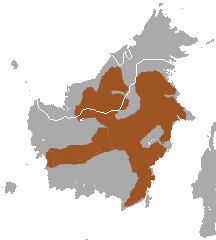
Verbreitungsgebiet des Weißstirnlanguren

Weißstirnlanguren kommen nur auf der Insel Borneo vor. Ihr Verbreitungsgebiet umfasst die mittleren und östlichen Teile der Insel und erstreckt sich vom malaysischen Bundesstaat Sarawak bis zu indonesischen Südküste. Lebensraum dieser Tiere sind tiefer gelegene Regenwälder, sie kommen selten in Höhen über 300 Metern vor.

## Lebensweise
Weißstirnlanguren sind tagaktive Baumbewohner. Sie sind geschickte Kletterer, die sich springend oder auf allen vieren durch das Geäst fortbewegen. Sie leben in Gruppen von 10 bis 15 Tieren, dies sind meist Haremsgruppen, die aus einem Männchen sowie mehreren Weibchen und Jungtieren bestehen. Daneben gibt es auch einzelgängerisch lebende Männchen. Diese Primaten sind Pflanzenfresser, die vorwiegend junge Blätter, daneben aber auch Früchte und Samen zu sich nehmen. Wie alle Schlankaffen haben sie einen mehrkammerigen Magen, der ihnen bei der Verwertung der schwer verdaulichen Blätternahrung zugutekommt.

## Bedrohung
Über den Gefährdungsgrad des Weißstirnlangurs ist wenig bekannt. Die fortschreitende Zerstörung des Lebensraumes dürfte die Hauptbedrohung darstellen, die IUCN listet ihn unter „zu wenig Daten vorhanden“.